# 暑寒別天売焼尻国定公園
暑寒別天売焼尻国定公園（しょかんべつてうりやぎしりこくていこうえん）は、北海道にある国定公園。1990年（平成2年）8月1日に暑寒別道立自然公園と天売焼尻道立自然公園を統合して日本国内で55番目、北海道内で5番目に指定された国定公園。公園区域は暑寒別山系と雄冬（おふゆ）地区の海岸部、送毛（おくりげ）・濃昼（ごきびる）地区の海岸部、日本海に浮かぶ天売島・焼尻島の3つの地域で構成している。

## 地域
- 暑寒別・雄冬地区
  - 暑寒別岳、南暑寒岳、群別岳、浜益岳、雄冬山、天狗岳などを中心とした山岳、雨竜沼湿原や海食崖が発達した海岸部からなる地域[3]。暑寒別山系では夏季に登山、ハイキング、キャンプなどの自然探勝、雄冬海岸では柱状節理、海食崖などの景観や釣りなどに利用されており、日帰り・通過型での利用が大部分を占めている[3]。雨竜沼湿原はラムサール条約に登録されている[4]。

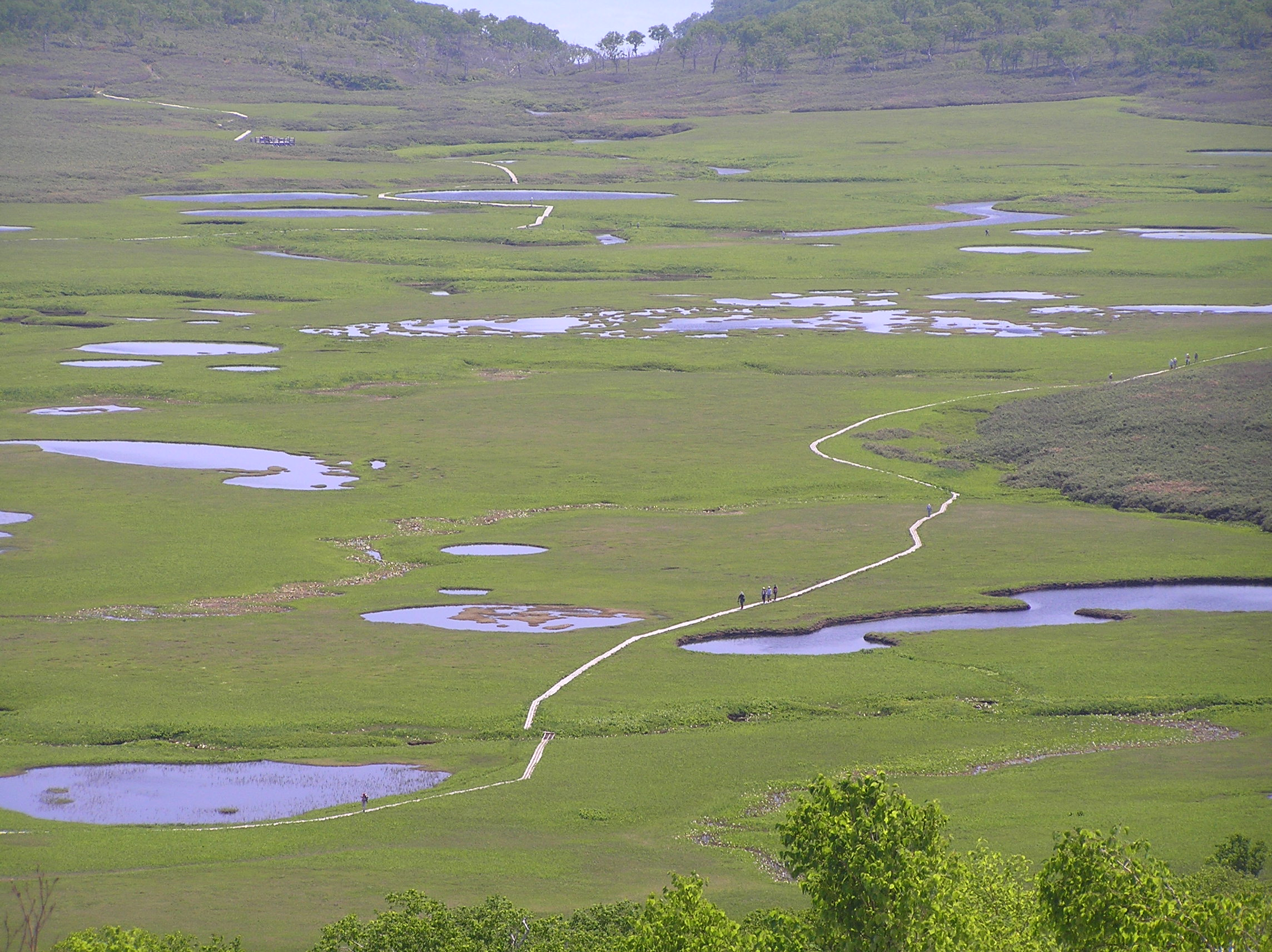
雨竜沼湿原
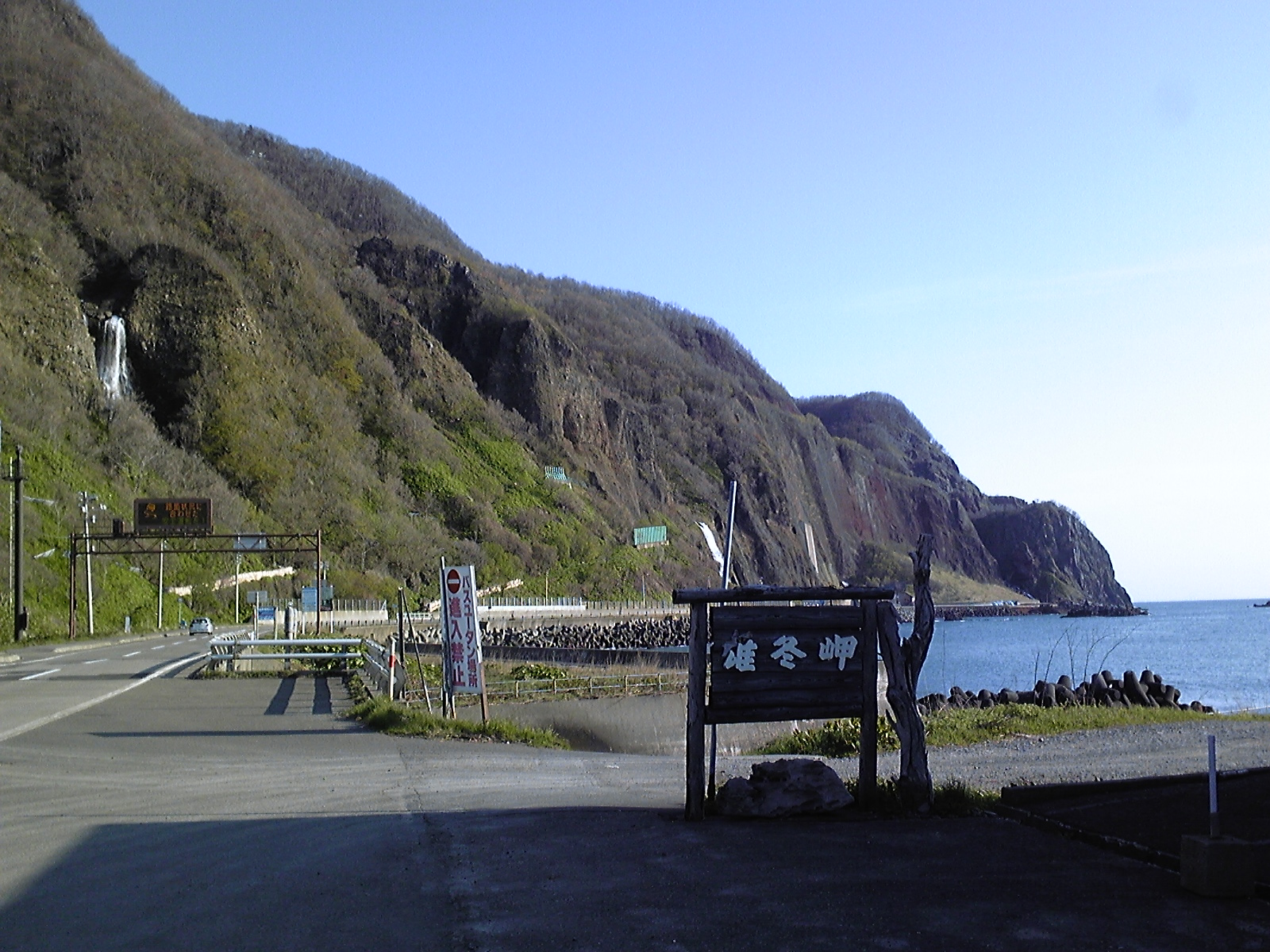
雄冬岬

- 送毛・濃昼地区
  - 石狩市浜益区毘砂別（びしゃべつ）から厚田区安瀬（やそすけ）に至る海岸部を中心とする地域。安瀬山などの山麓が100m内外の急崖となって海に落ち込む景観を形成しており[5]、厚田海岸には「ルーランの洞門」などの奇岩が連続して柱状節理が発達している[5]。日帰り・通過型での利用が大部分を占めている[5]。

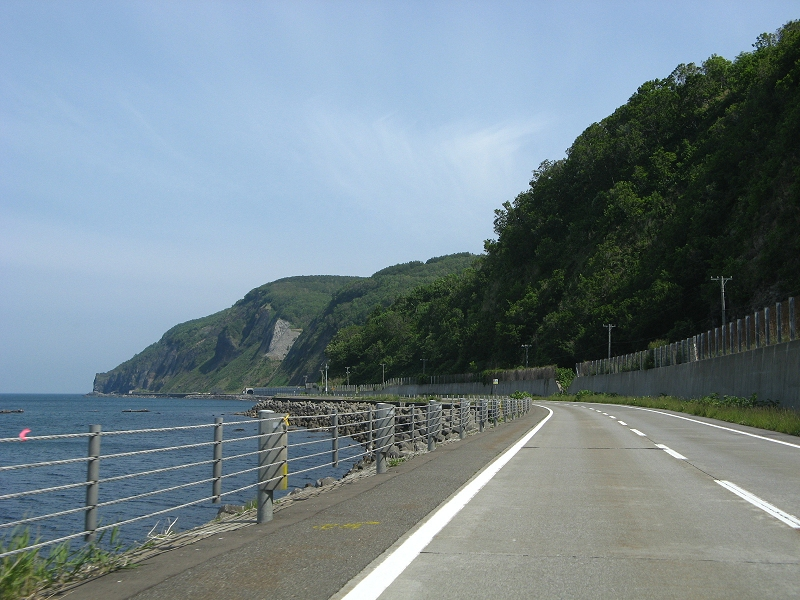
石狩市浜益区付近の国道231号

- 天売島・焼尻島地区
  - 天売島と焼尻島からなる地域。天売島は日本国内有数の海鳥の繁殖地になっており、国の天然記念物や鳥獣保護区に指定されている[6][7]。焼尻島は4段の堆積段丘で構成されており、天然林は国の天然記念物に指定されている[8]。

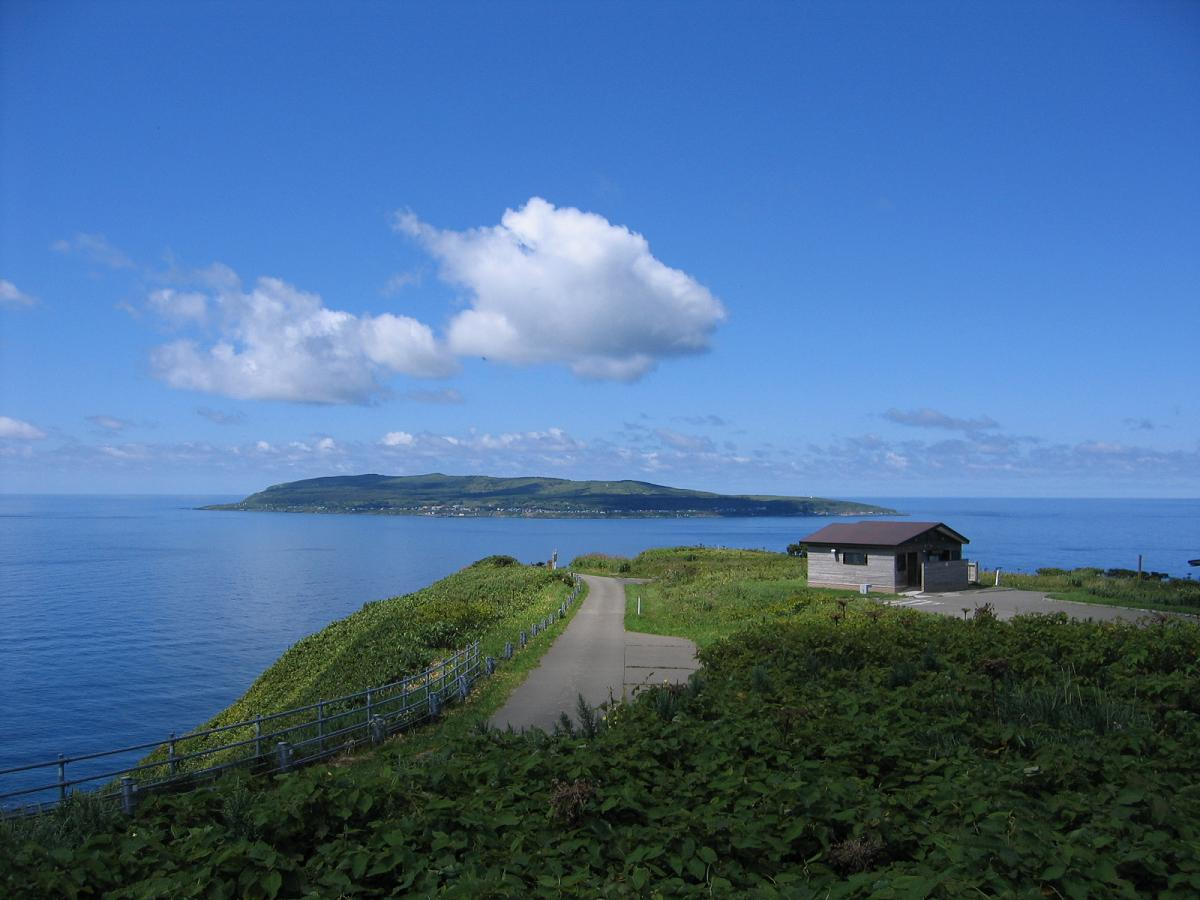
焼尻島から見た天売島
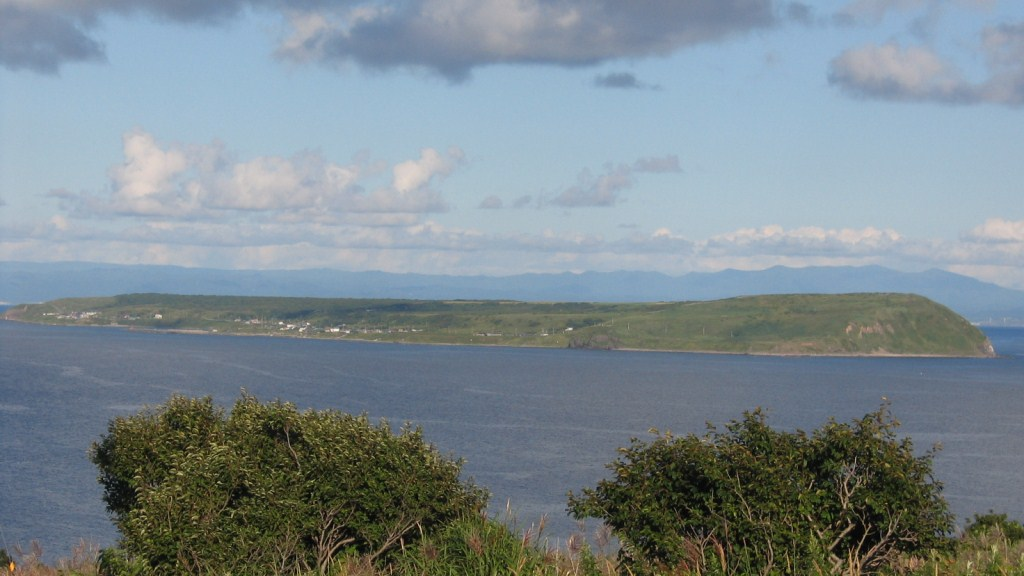
天売島から見た焼尻島

## 自然
暑寒別山系では110を超える高山植物が確認されており、固有種であるマシケゲンゲ、マシケオトギリなどのほか、キバナシャクナゲ、チングルマ、シナノキンバイ、エゾツツジなどを見ることができる。群別岳、天狗岳、雄冬山などの山頂や稜線部にはコケモモ-ハイマツ群落が発達しており、この中には道南地方とは隔離分布しているイワナシの生息が確認されている。
雨竜沼湿原は山地型湿原であり、中央部をペンケペタン川が蛇行している。100以上の池塘が点在し、水面には浮島が見られる。湿原性植物と高山性植物が混交して生息しているのが特徴になっている。
天売島は大部分がササの草原になっており、西海岸の海食崖地域ではウミネコ、ウミガラス、ケイマフリ、ウトウなどの海鳥類が3月から8月にかけて大規模なコロニーを形成する。焼尻島では約5万本のイチイやミズナラなどが天然林を形成している。
天売島と焼尻島の一帯は海獣の生息地でもあり、ゴマフアザラシやトドなどの鰭脚類、ミンククジラやカマイルカやイシイルカやシャチなどの鯨類も確認されているが、苫前郡において捕鯨が行われていたこともあり、以前は周辺に大型のヒゲクジラ類の回遊も存在していたと思わしい。

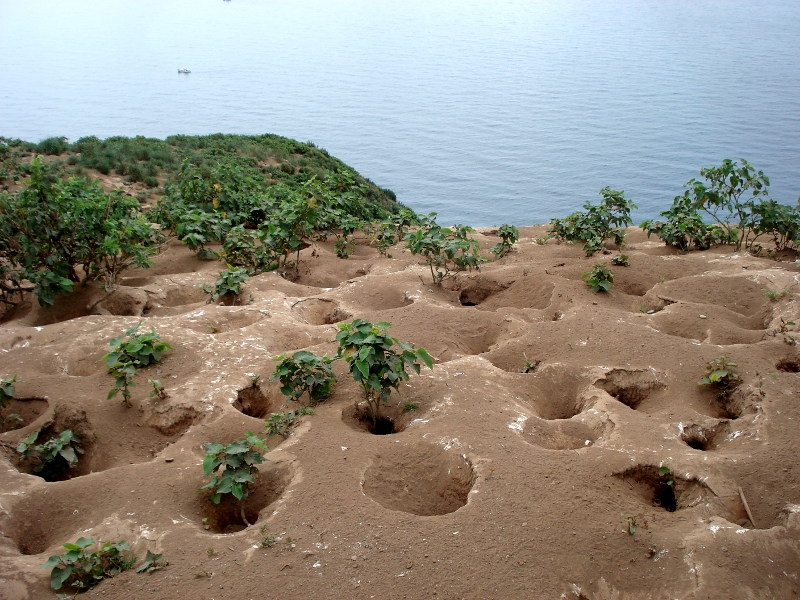
天売島のウミガラスの巣

## 参考資料
- “暑寒別天売焼尻国定公園管理指針” (PDF).  北海道. 2016年8月24日閲覧。